# Kiss (album)
Kiss je debutové album americké hard rockové skupiny Kiss vydané 18. února 1974. Album bylo nahráno v New Yorku v Bell Sound Studios a produkovali ho Kenny Kerner a Richie Wise.

## Seznam skladeb
| Základní verze | Základní verze       | Základní verze                      | Základní verze            | Základní verze |
| Pořadí         | Název                | Autor                               | Hlavní zpěvák             | Délka          |
| -------------- | -------------------- | ----------------------------------- | ------------------------- | -------------- |
| 1.             | Strutter             | Paul Stanley / Gene Simmons         | Stanley                   | 3:10           |
| 2.             | Nothin' to Lose      | Simmons                             | Simmons / Peter Criss     | 3:26           |
| 3.             | Firehouse            | Stanley                             | Stanley                   | 3:16           |
| 4.             | Cold Gin             | Ace Frehley                         | Simmons                   | 4:21           |
| 5.             | Let Me Know          | Stanley                             | Simmons / Stanley         | 2:59           |
| 6.             | Kissin' Time         | Mann / Lowe                         | Simmons / Stanley / Criss | 3:51           |
| 7.             | Deuce                | Simmons                             | Simmons                   | 3:05           |
| 8.             | Love Theme From Kiss | Frehley / Stanley / Simmons / Criss | Instrumental              | 2:24           |
| 9.             | 100 000 Years        | Stanley / Simmons                   | Stanley                   | 3:22           |
| 10.            | Black Diamond        | Stanley                             | Criss (intro: Stanley)    | 5:12           |
| Celková délka: | Celková délka:       | Celková délka:                      | Celková délka:            | 35:11          |

## Sestava
- Gene Simmons - basová kytara, zpěv
- Paul Stanley - doprovodná kytara, zpěv
- Ace Frehley - sólová kytara, zpěv
- Peter Criss - bicí, zpěv

## Umístění
Album
| Hitparáda (1974)               | Umístění | Týdnů v hitparádě |
| ------------------------------ | -------- | ----------------- |
| Kanadská albová hitparáda      | 82       | -                 |
| Novozélandská albová hitparáda | 38       | -                 |
| US Billboard Pop Alba          | 87       | 22                |

Singly
| Singl          | Hitparáda (1974) | Pozice |
| -------------- | ---------------- | ------ |
| "Kissin' Time" | US Pop Singles   | 83     |